# Fritz Nova
Fritz Nova (* 19. Februar 1915 in Berlin; † 31. August 1995 in Newville, Pennsylvania) war ein US-amerikanischer Politikwissenschaftler deutscher Herkunft.

## Leben
Fritz Nova studierte an der Universität Bonn, bevor er 1936 nach Italien emigrierte und sein Studium an der Mailänder Universität fortsetzte. 1939 emigrierte er in die USA. Dort setzte er sein Studium mit einem Quäker-Stipendium zunächst am Haverford College und dann an der University of Pennsylvania fort, wo er 1943 zum Ph.D. promoviert wurde. Danach wurde er Soldat der US-Streitkräfte und nach Ende des  Zweiten Weltkrieges in Deutschland als Vernehmungsbeamter eingesetzt. Nova, der vom jüdischen Glauben zum Christentum übergetreten war, lehrte anschließend bis 1985 als Professor für Politikwissenschaft an der katholischen Villanova University und publizierte mehrere Bücher über sozialistische Theoretiker aber auch den Nazi-Chefideologen Alfred Rosenberg. Nach seiner Emeritierung hielt er noch Lehrveranstaltungen an der University of Pennsylvania ab. Er war mit Coleta Halewyn verheiratet, mit der er sechs Kinder hatte.

## Schriften
- Friedrich Engels. His contributions to political theory. Philosophical Library, New York 1967.
- Lassalle als sozialistischer Theoretiker.  Heymann, Köln/Berlin/Bonn/München 1980, ISBN 3-452-18741-1.
- Alfred Rosenberg. Nazi theorist of the Holocaust.  Hippocrene Books, New York 1986.